# Duodji
 (juin 2020).
Le Duodji est une forme d'art décoratif des peuples Samis essentiellement pour les objets du quotidien.
Traditionnellement les objets sont de couleur rouge, vert, bleu ou jaunes et répartis en deux sous-groupes :
- objets masculins, principalement en bois, en corne ou en os
- objets féminins, principalement en peaux ou en bois issues de racines

## Galerie

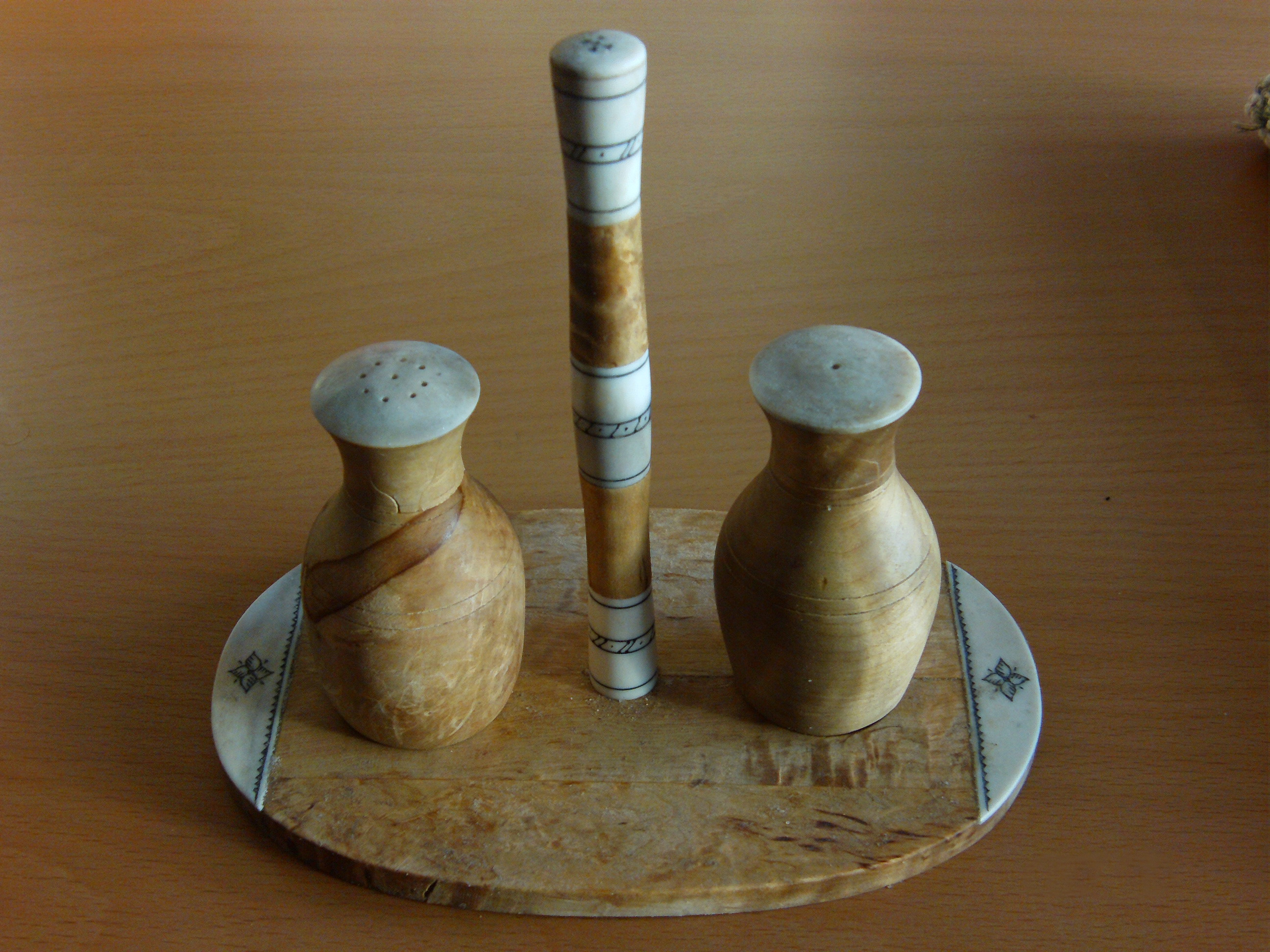
Two salières
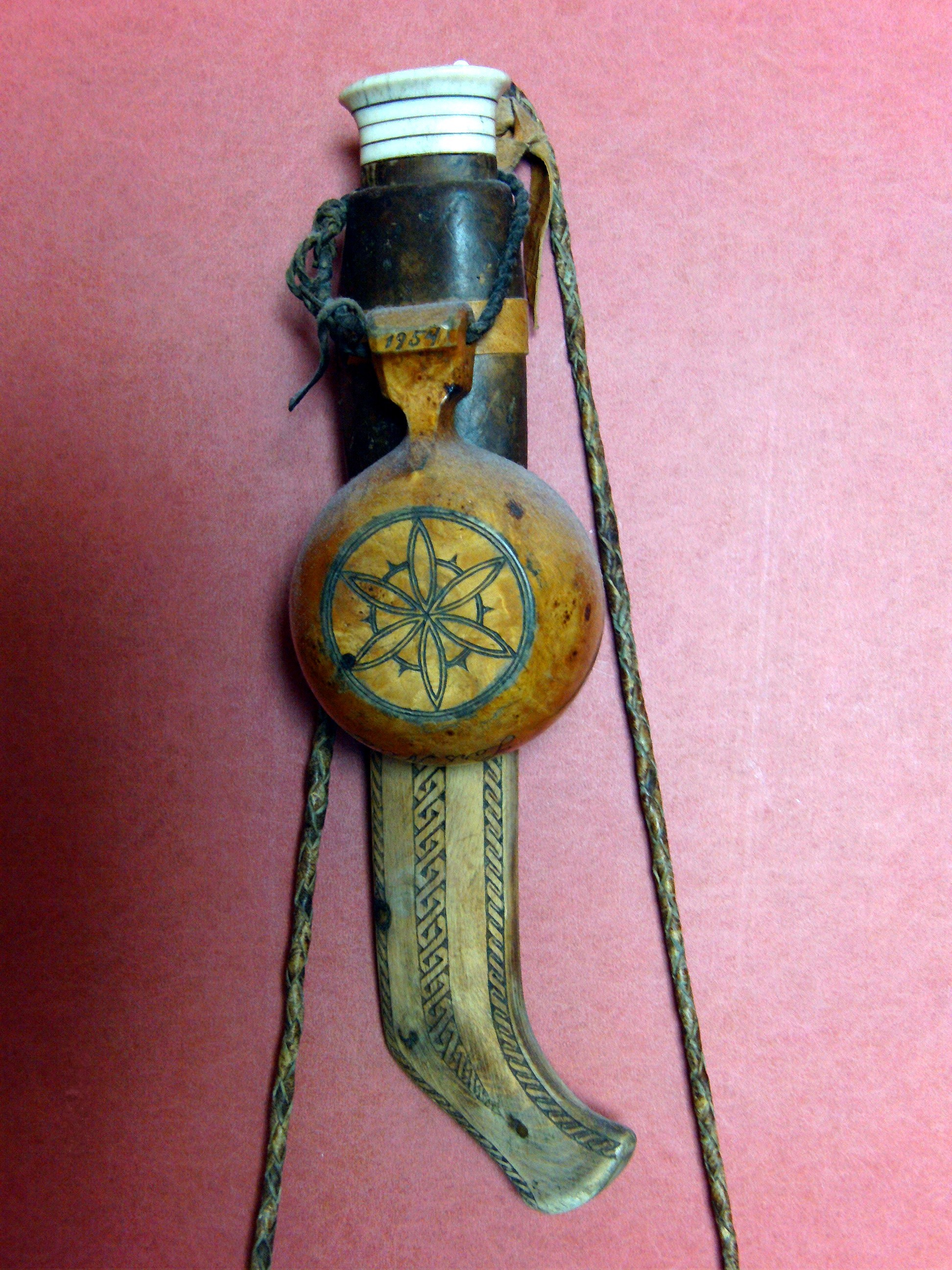
Coupe pour boire et couteau
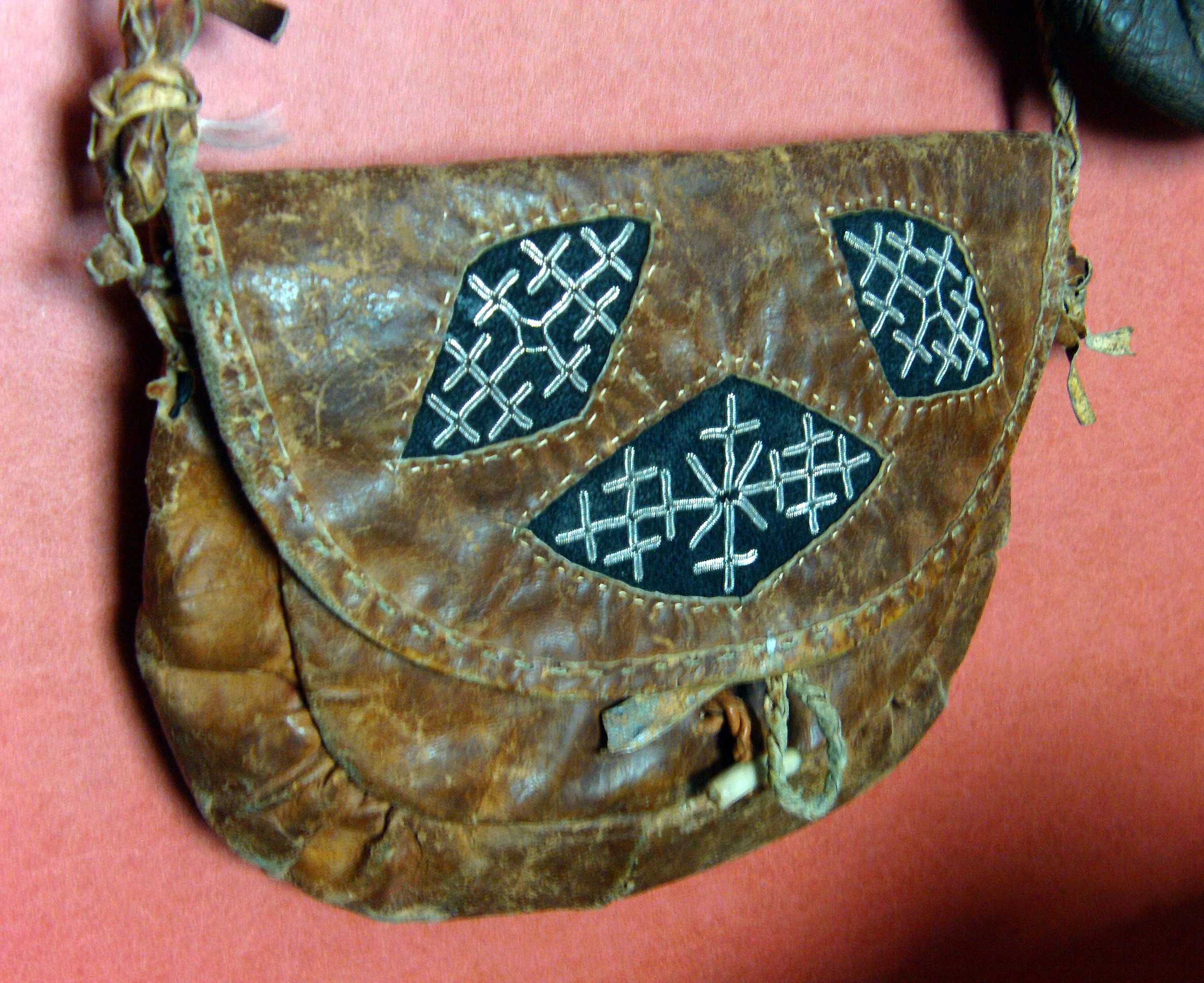
Besace
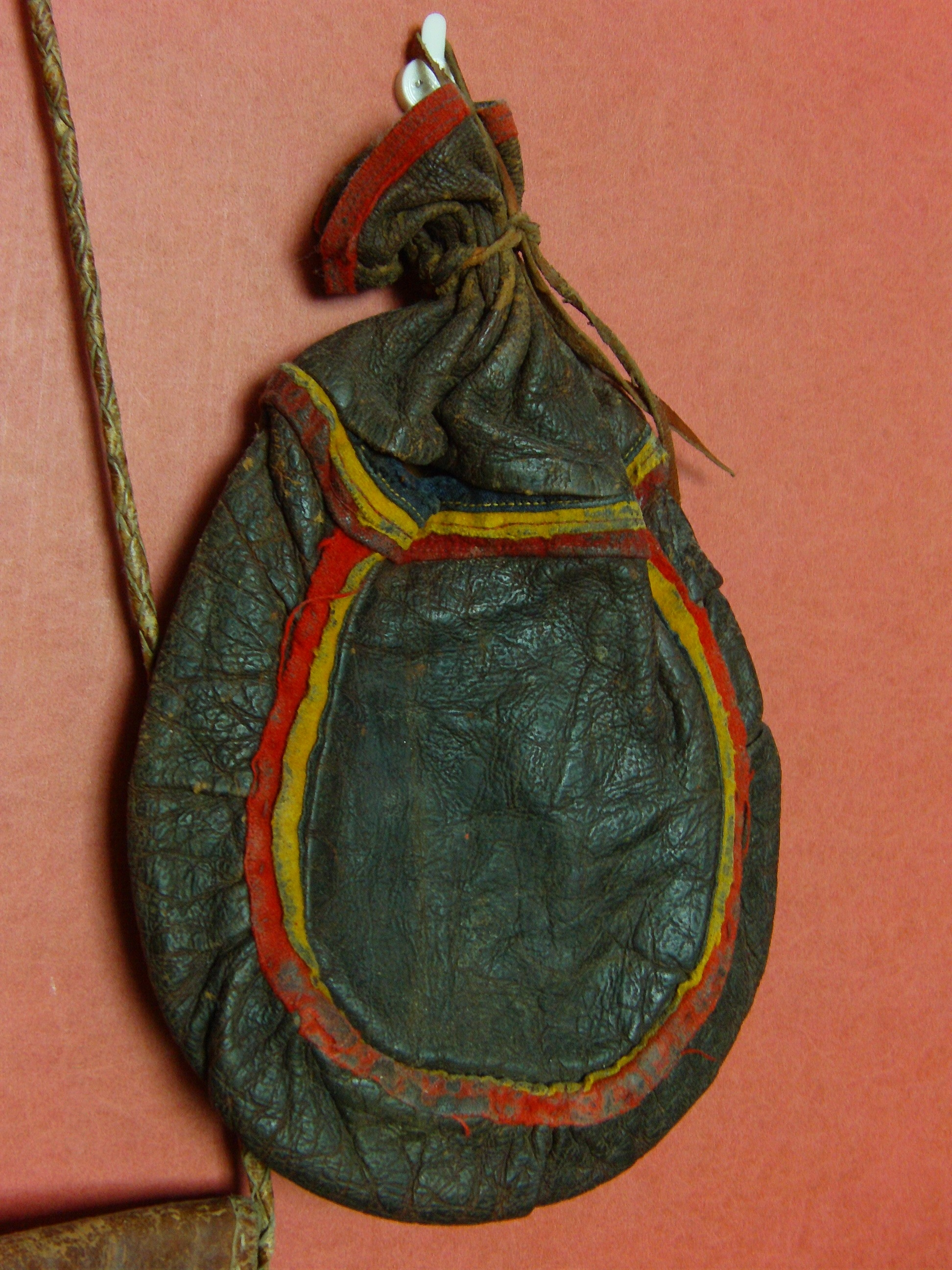
Sac pour le café
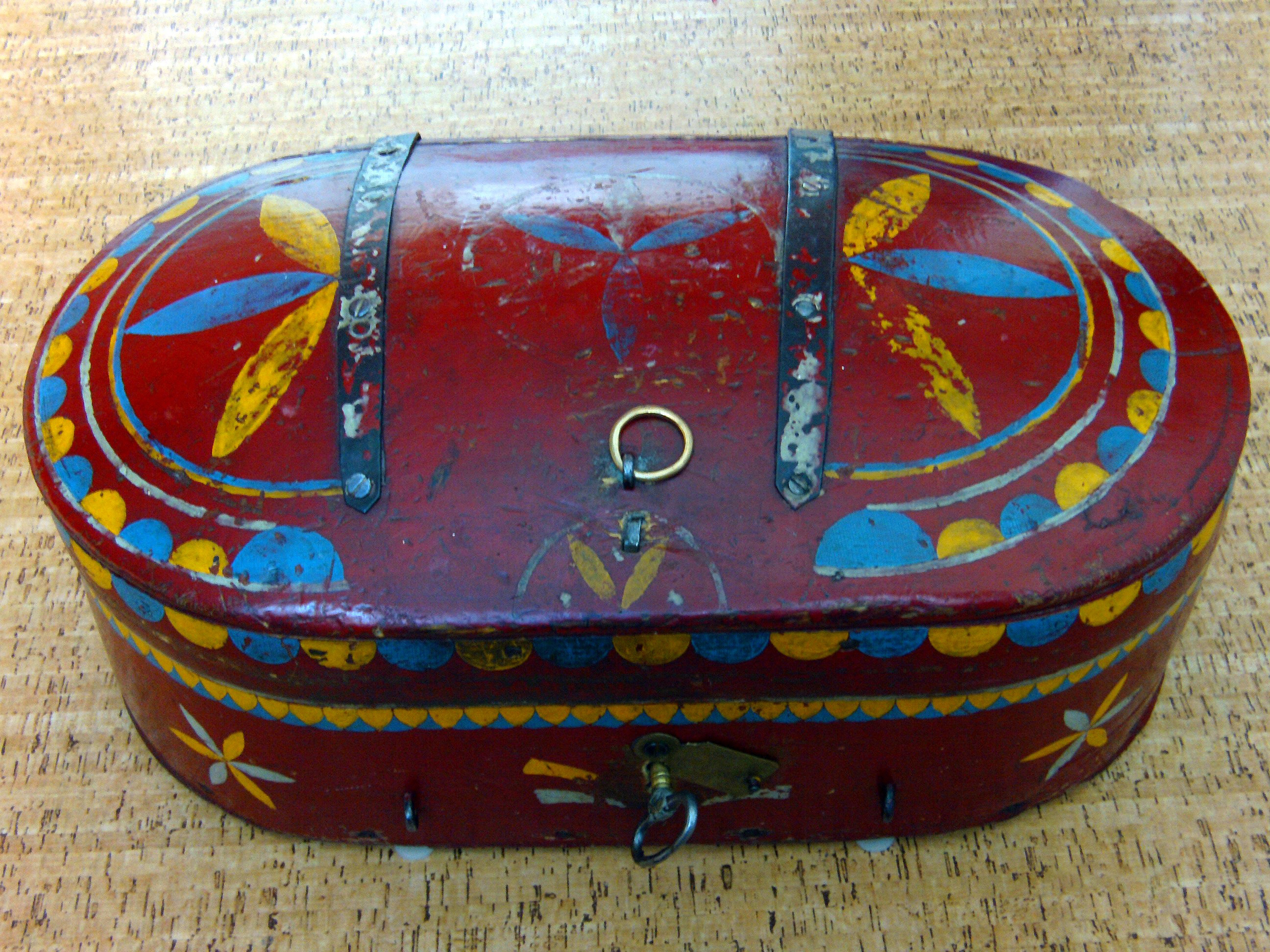
Coffret
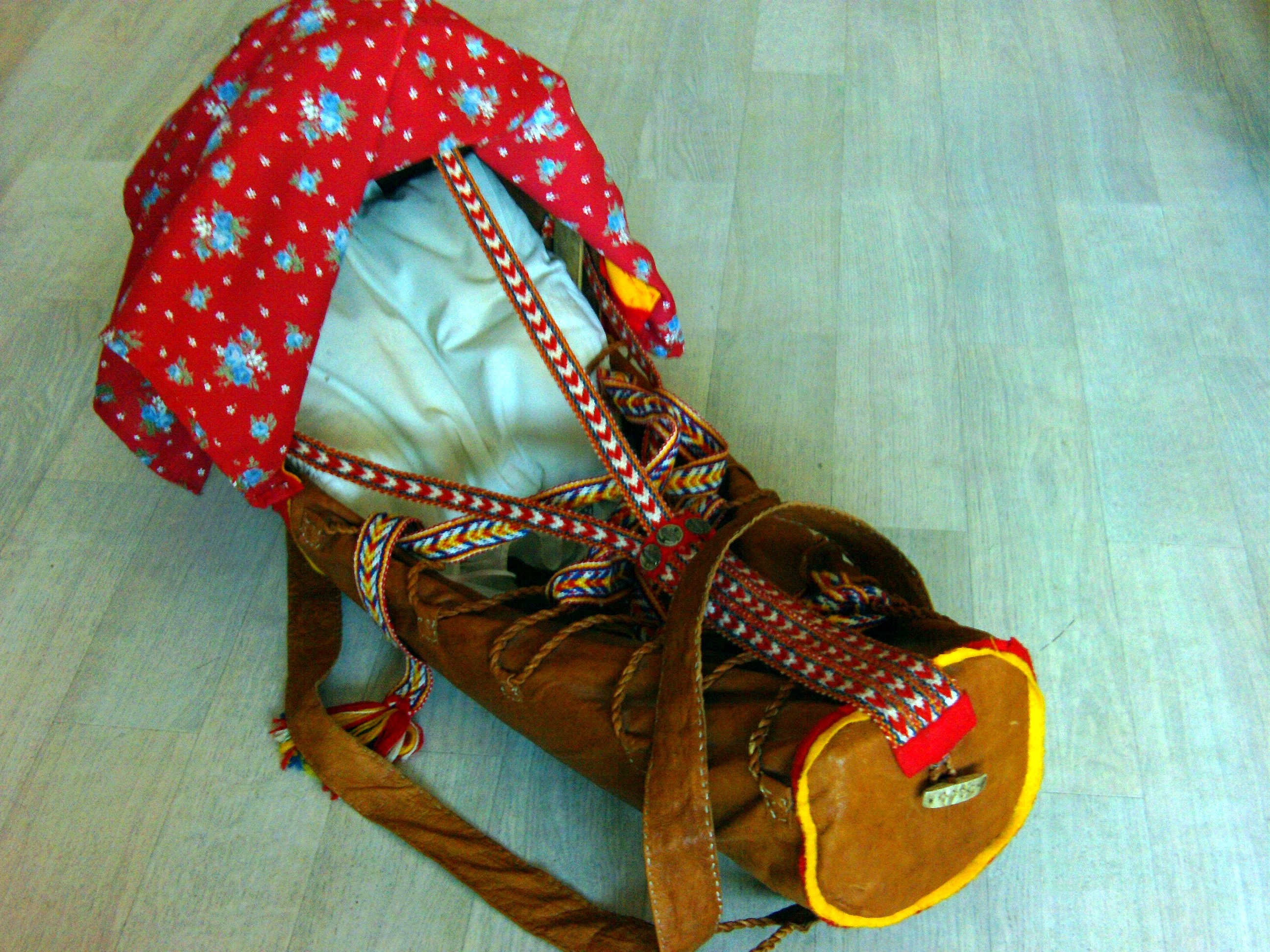
Lit d'enfant
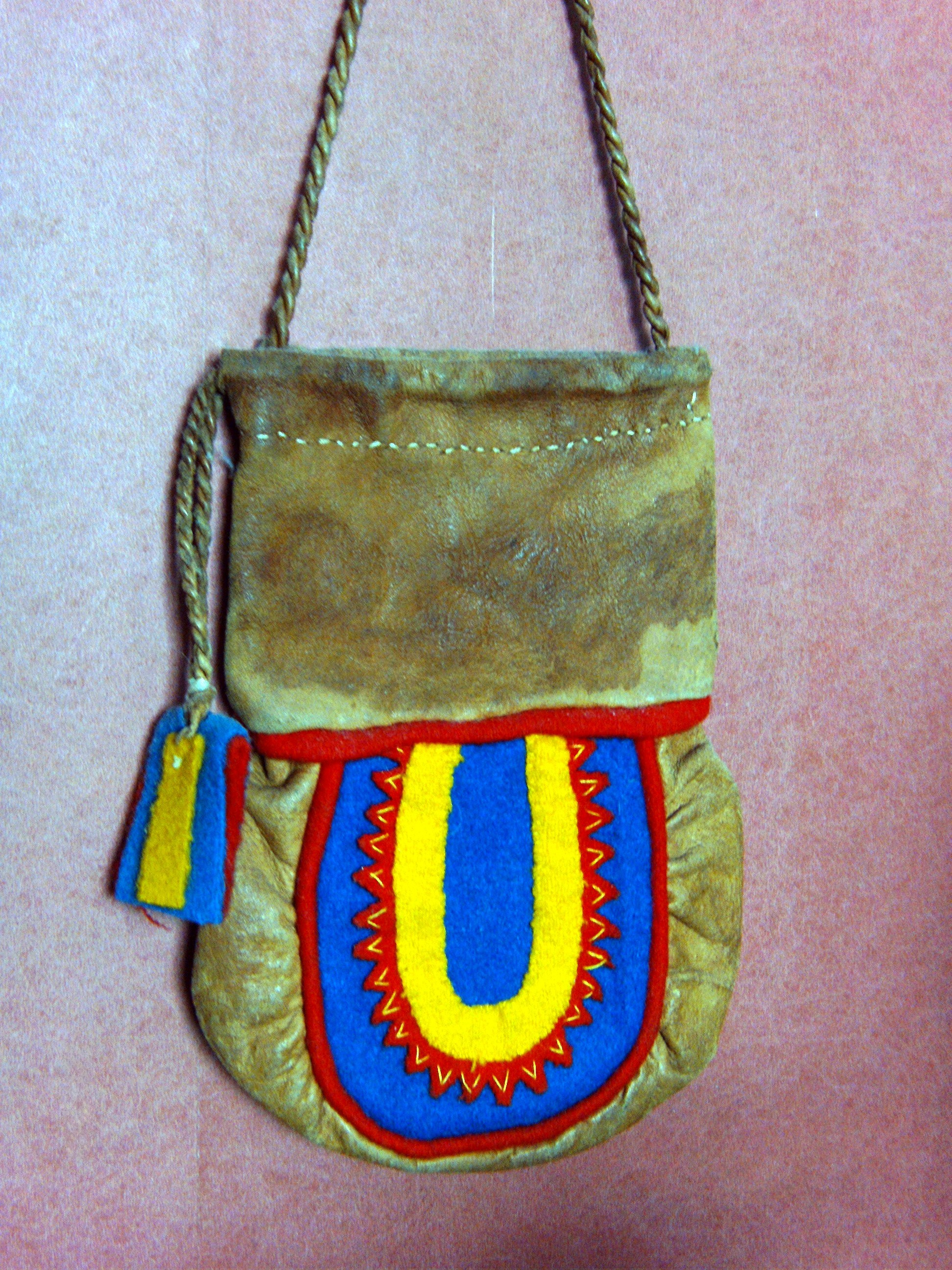
Sac pour le café
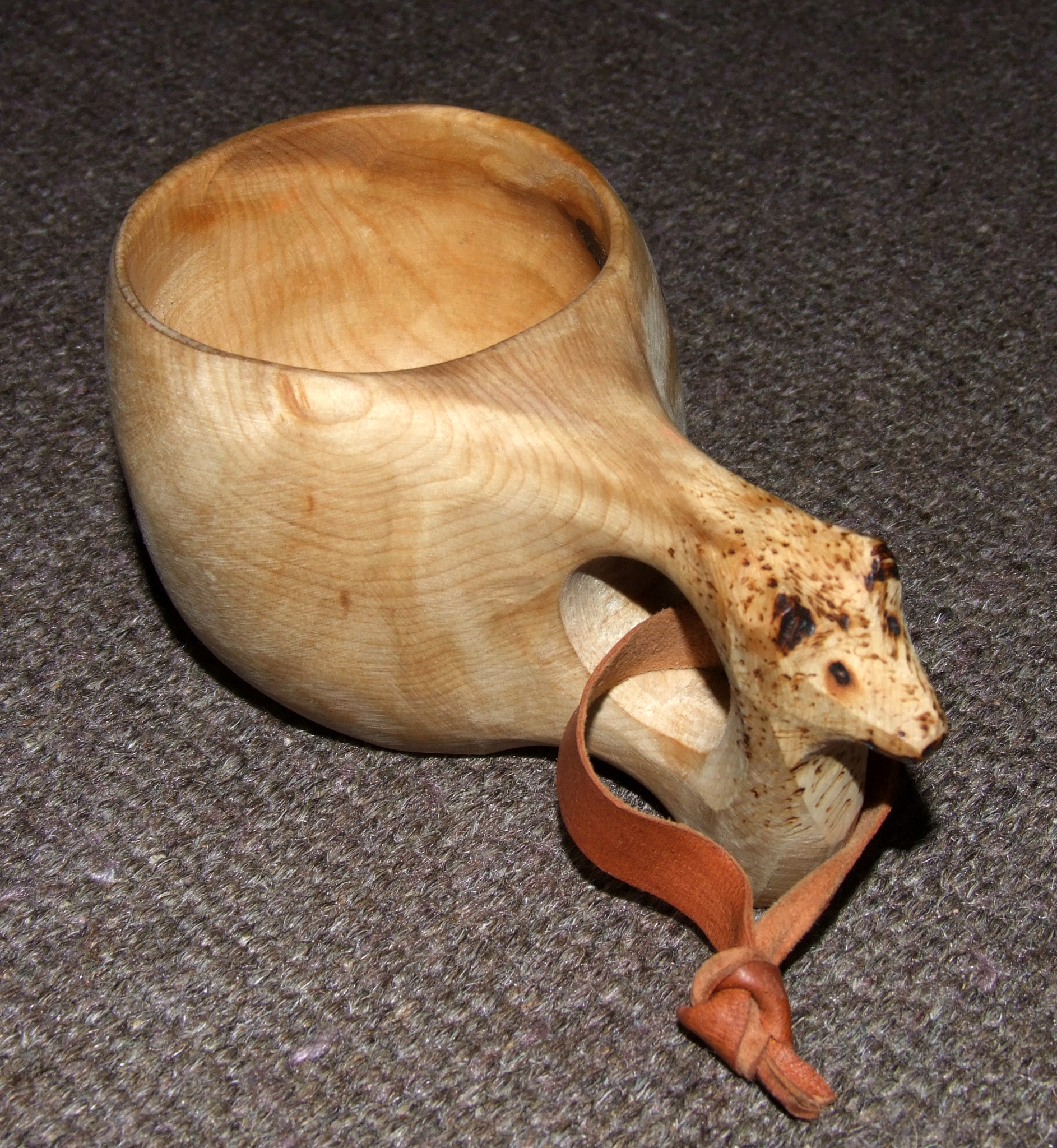
Coupe pour boire (Kuksa)
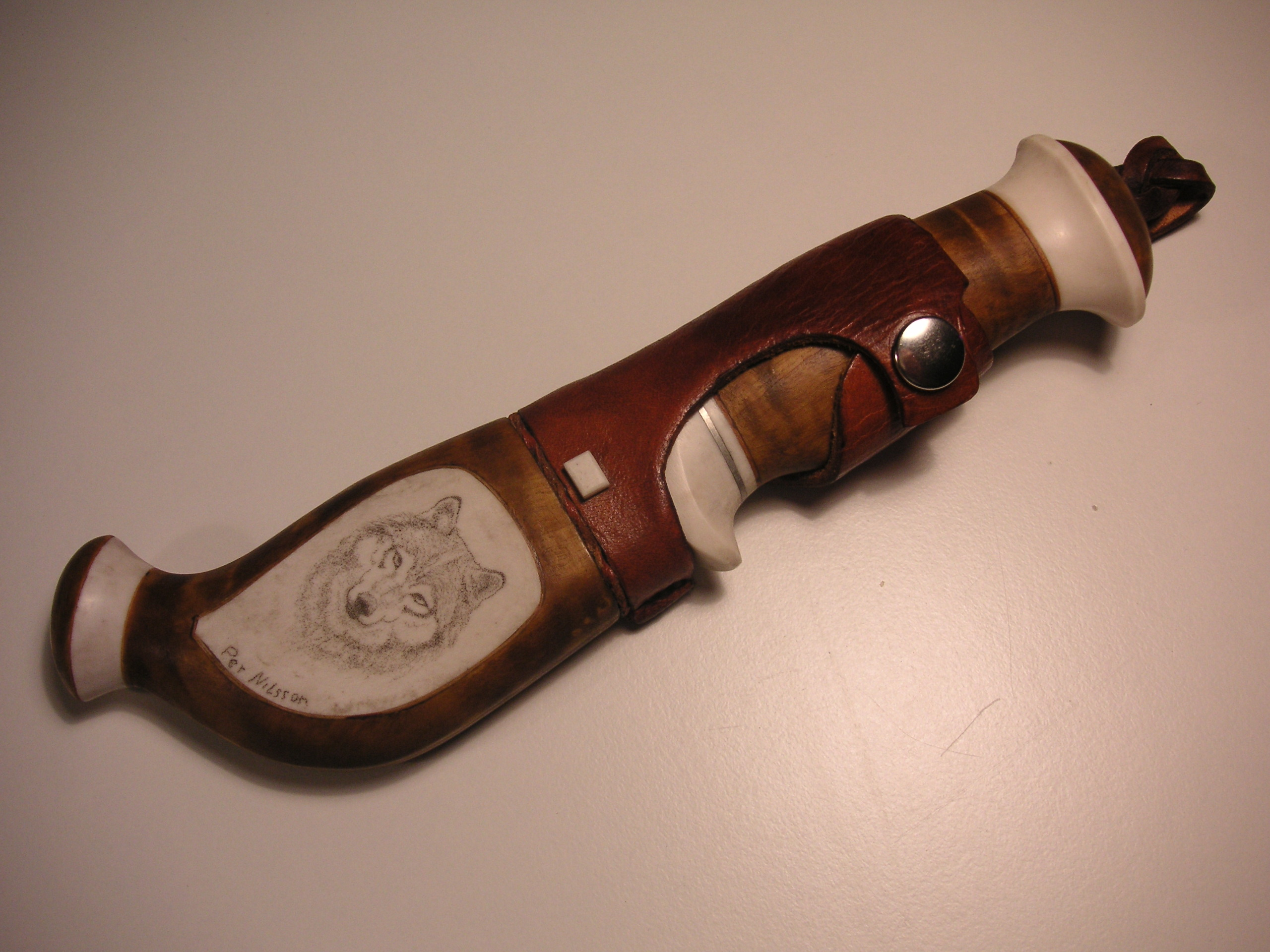
Petit couteau